# Leptobrachium pullum
Espèce
Synonymes
- Megalophrys hasseltii var. pullus Smith, 1921

Statut de conservation UICN

 LC  : Préoccupation mineure
Leptobrachium pullum est une espèce d'amphibiens de la famille des Megophryidae.

## Répartition
Cette espèce se rencontre :
- dans le sud du Viêt Nam dans les provinces de Gia Lai et de Lâm Đồng.
- en Thaïlande dans les provinces de Chumpon, de Loei, de Nakhon Si Thammarat, de Phang Nga, de Prachuap Khiri Khan et de Trang.

## Description
L'holotype de Leptobrachium pullum mesure de 44 à 52 mm. Cette espèce a la face dorsale gris sombre et la face ventrale blanchâtre ou brunâtre.

## Publication originale
- Smith, 1921 : New or Little-known Reptiles and Batrachians from Southern Annam (Indo-China). Proceedings of the Zoological Society of London, vol. 1921, p. 423-440 (texte intégral).